# CAIGA Primus 150
El AVIC Leadair AG300, previamente llamado Primus 150, es una aeronave del tipo convencional monomotora construida por la China Aviation Industry General Aircraft. Es un desarrollo de la aeronave Epic LT construida utilizando los derechos internacionales de Epic Aircraft comprada en quiebra en 2010. Como parte del acuerdo, Epic retuvo sus derechos para la construcción estadounidense y el soporte de su aeronave, creando dos líneas divergentes.

## Diseño y Desarrollo
China Aviation Industry General Aircraft  inició el proceso de desarrollo del Epic LT en el Primus 150 para la construcción comercial, y el programa se inició en noviembre de 2011. Su vuelo inaugural se completó con éxito el 5 de julio de 2014, y recibió la certificación del estado  chino al año siguiente. Tres empresas han firmado cartas de intención para comprar la aeronave a un precio unitario de dos millones de dólares estadounidenses, bajo el nuevo nombre Leadair AG300. El diseñador general es el Sr. Xiong Xianpeng (熊贤鹏). Actualmente, Leadair AG300 es el avión de aviación general de hélice y monomotor que vuela más rápido en China.  El avión es un turbohélice presurizado de cinco asientos y tres ruedas de ala baja .

## Especificaciones

### Características generales
Información obtenida de las referencias
- Capacidad: 5 asientos
  - 2 tripulantes
  - 3 pasajeros
- Planta propulsora: 1 × General Electric H85 Turboprop, 630 kW (850 hp)
- Hélice: Hélice de cuatro palas
- Longitud: 9.2 m
- Envergadura: 10.8 m
- Peso de la aeronave en vacío: 1048 kg
- Peso máximo en despegue : 1768 kg

### Performance
- Velocidad de crucero: 600 km/h (373 mph, 324 kn)
- Rango: 2,500 km (1,550 mi, 1,350 nmi)
- Techo de servicio: 7800 m